# Procambarus milleri
Procambarus milleri, the Miami cave crayfish là một loài tôm sông trong họ Cambaridae. Nó là loài đặc hữu của Florida, nơi nó được tìm thấy ở 14–15 địa điểm ở Quận Dade, Florida, và được xếp vào danh sách các loài bị đe dọa của sách Đỏ.